# Punta Lago
La punta Lago (51°43′S 57°43′O / -51.717, -57.717) se encuentra en la zona este de la isla Soledad del archipiélago de las Malvinas. Administrativamente pertenece al departamento Islas del Atlántico Sur de la provincia de Tierra del Fuego, Antártida e Islas del Atlántico Sur.
Esta punta se localiza en el sector oriental de la península de Freycinet, en la costa norte del Puerto Enriqueta, y al sur de Puerto Argentino. Además se ubica al lado de la caleta Elisa, a medio camino entre la punta Caballo y la bahía Arena. Cerca de esta punta hay una pequeña roca aislada y la costa despide una restinga rocosa señalada por cachiyuyos.